# Tchelopetsi
Tchelopetsi (en macédonien Челопеци) est un village de l'ouest de la Macédoine du Nord, situé dans la municipalité de Kitchevo. Le village comptait 318 habitants en 2002. Il est majoritairement turc.

## Démographie
Lors du recensement de 2002, le village comptait :
- Turcs : 276
- Macédoniens : 31
- Albanais : 10
- Autres : 1